# Ashley Bruner
Pour les articles homonymes, voir Bruner.
Ashley Bruner, née le 3 décembre 1991 à Norman (Oklahoma, États-Unis) est une joueuse américaine de basket-ball.

## Biographie
Elle joue en National Collegiate Athletic Association avec les Gamecocks de la Caroline du Sud de 2009 à 2013, s'illustrant notamment au rebond et atteignant le Sweet Sixteen en 2012.
Après avoir écumé les championnats peu renommés, elle se fait remarquer en Eurocoupe avec le club portugais de Sportiva Azores Airlines Madeira (20,8 points et 14,9 rebonds), ce qui lui permet de signer en Italie à Turin (15,5 points et 10 rebonds). Elle arrive en France durant l'été 2017 à Saint-Amand.
Elle arrive en France durant l'été 2017 à Saint-Amand où elle reste deux saisons pour la saison 2019-2020 avec Landerneau.
Après la blessure d'Ify Ibekwe, elle revient à Landerneau en mars 2022 après une expérience d'entraîneuse aux Etats-Unis.

## Clubs
- 2009-2013 :  Gamecocks de la Caroline du Sud
- 2013-2014 :  S'Arenal (Ligue 2)
- 2014-2015 :  CAB Madeira
- octobre 2015 - décembre 2015 :   Santa Maria
- janvier 2016- juin 2016 :  Politas de Isabela
- 2016-2017 :  Torino
- 2017-2019 :  Saint-Amand Hainaut Basket
- 2019-2020 :  Landerneau Bretagne Basket
- 2021-2022 :  Landerneau Bretagne Basket

## Distinctions personnelles
- Deuxième cinq de la Southeastern Conference (2013[2])